# Mario Kienzl
Mario Kienzl (ur. 19 grudnia 1983 w Feldkirch) – austriacki piłkarz występujący na pozycji pomocnika. Jest wychowankiem Sturmu Graz. W 2011 roku odszedł z niego do FC Vaduz. W 2009 roku zadebiutował w reprezentacji Austrii.